# Queratoglobo
El queratoglobo es una enfermedad infrecuente del ojo que se caracteriza por una disminución en el grosor de la córnea que a veces solo alcanza el 20% del normal. La córnea se abomba, protruye hacia afuera y aumenta la curvatura que tiene habitualmente. Generalmente esta anomalía está presente desde el nacimiento, aunque en ocasiones se inicia en la vida adulta. Suele afectar ambos ojos.[cita requerida]
Se cree que este trastorno puede estar relacionado con otras afecciones del ojo, como el queratocono, la amaurosis congénita de Leber y la enfermedad de las escleróticas azules.

## Complicaciones
La córnea tiende a romperse ante pequeños traumatismos, lo que puede hacer que pierda su transparencia y se produzcan cicatrizaciones que ocasionan pérdida de visión paulatina. 
Otra complicación es el hidrops, que consiste en la entrada del humor acuoso en el interior de la córnea, como consecuencia de su rotura a nivel de la membrana de Descemet. El hidrops produce una pérdida de visión de inicio brusco que va recuperándose lentamente en el transcurso de entre 4 y 6 semanas, aunque pueden quedar opacidades residuales como secuela.